# Junie Lewis
Pour les articles homonymes, voir Lewis.
Junie Lewis, né le 11 janvier 1966, à Abington, en Pennsylvanie, est un ancien joueur américain de basket-ball. Il évolue au poste de meneur. 